# خوجة درويش محمد باشا
خوجة درويش محمد باشا (بالتركية: Koca Derviş Mehmed Paşa)‏ كان الصدر الأعظم للدولة العثمانية في الفترة ما بين 21 مارس 1653 حتى 28 أكتوبر 1654.  يحمل رُتبة قبطان باشا البحرية العثمانية (أدميرال). 

## لقبه
لقبه "ذو الشوارب" (بالتركية: Bıyıklı Koca Derviş Mehmet Paşa)‏.

## أنظر أيضا
- قائمة قباطين البحر العثمانيين.